# Gian Paolo Pace

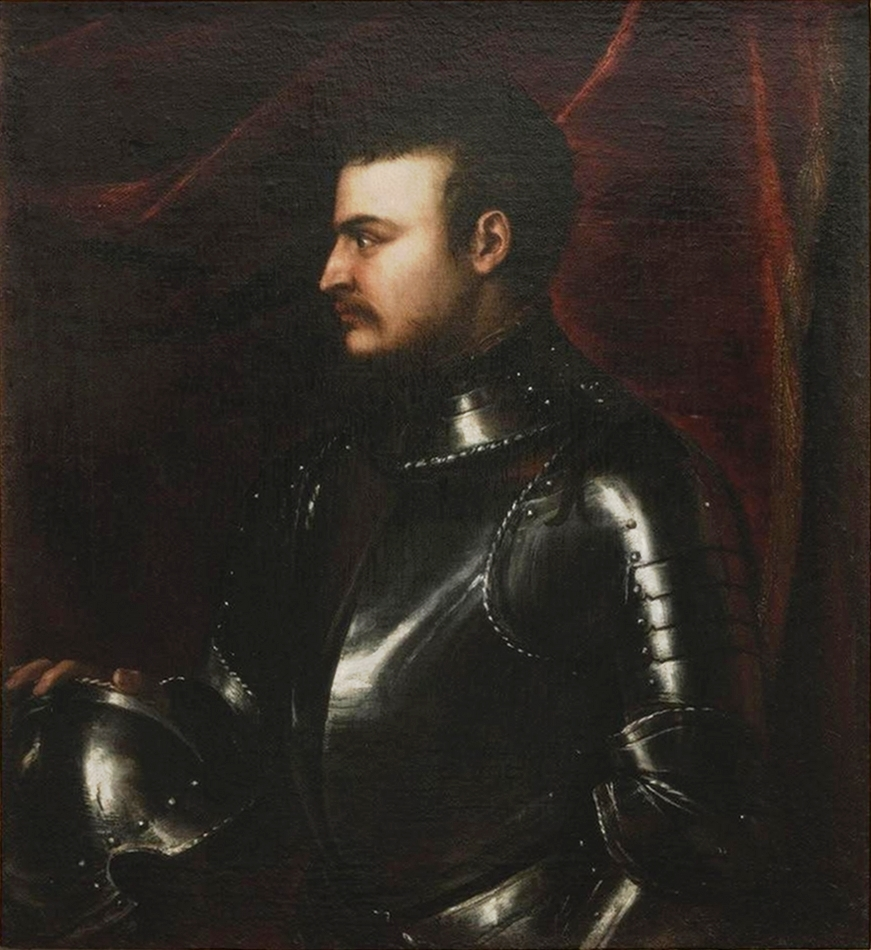
Ritratto di Giovanni delle Bande Nere, 1545, olio su tela, Firenze, Galleria degli Uffizi

Gian Paolo Pace (de Pase), detto l'Olmo (Venezia, 1528 – Venezia, 1560), è stato un pittore italiano.

## Biografia
Fu attivo anche a Firenze nella metà del Cinquecento. Qui il poeta Pietro Aretino commissionò al pittore il Ritratto di Giovanni delle Bande Nere, il condottiero morto a Mantova nel 1526, che venne portato a termine alla fine del 1545. Il dipinto, ricavato dalla maschera funeraria del padre, venne consegnato al figlio Cosimo I de' Medici, duca di Firenze.